# Ngô Kiến Huy
Lê Thành Dương (sinh ngày 29 tháng 6 năm 1988), thường được biết đến với nghệ danh Ngô Kiến Huy, là một nam ca sĩ, diễn viên kiêm người dẫn chương trình truyền hình người Việt Nam. Khởi nghiệp vào năm 2008, anh đã ghi dấu ấn sau khi giành chiến thắng trong cuộc thi Vươn tới ngôi sao, và từ đó anh bắt đầu sự nghiệp ca hát của mình. 
Bên cạnh sự nghiệp âm nhạc, anh còn ghi dấu ấn với tư cách diễn viên qua các vai diễn trong các bộ phim như Thần tượng, Chàng trai năm ấy, Em là bà nội của anh và 49 ngày 2.

## Tiểu sử
Ngô Kiến Huy tên thật là Lê Thành Dương, sinh ngày 29 tháng 6 năm 1988 tại Thành phố Hồ Chí Minh. Anh từng theo học tại trường Cao đẳng văn hoá nghệ thuật khoa thanh nhạc khoá 14. Huy có chất giọng ngọt ngào, trầm ấm, bắt tai khán giả trẻ, với dòng nhạc pop - ballad và thành công sau khi trình bày các ca khúc như: "Giả vờ yêu", "Mưa sao băng", "Ngô Kiến Huy là tôi", "Mị tình" và "Truyền thái y". Ngoài ra anh còn được biết đến khi tham gia chương trình Running Man mùa 1 và 2. Anh cũng tham gia các phim như: Nàng men chàng bóng, Siêu nhân X, Cô gái đến từ hôm qua và Yêu đi, đừng sợ!. Huy từng đoạt giải cao nhất cuộc thi "Vươn tới ngôi sao" của công ty Musicbox và chính thức bước vào con đường ca hát chuyên nghiệp. Anh là nghệ sĩ đầu tiên nhận được 8 giải mai vàng trong 6 năm liên tiếp ở cả 3 lĩnh vực (2018 – 2023), từng đoạt nhiều giải thưởng như triển vọng Làn Sóng Xanh, top 5 nam ca sĩ đề cử Mai Vàng, top 5 ca sĩ nam Zing Music Award và giải Album Vàng của tháng. Hơn thế nữa, anh còn phá vỡ mọi kỷ lục về việc đoạt cúp của Ơn giời cậu đây rồi! từ năm 2014 đến nay. Anh còn đồng hành cùng với Victoria trong chương trình Bước nhảy hoàn vũ 2013 và xuất sắc nhận được danh hiệu Ông hoàng khiêu vũ. Trước khi trở thành ca sĩ chuyên nghiệp, anh cũng từng là thành viên nhóm nhạc ĐND (chữ cái đầu tiên trong tên riêng của các thành viên, trong đó chữ "D" nghĩa là "Dương" trong "Lê Thành Dương") năm 16 tuổi và nhóm Sala thì mới ra mắt được 3 ngày thì tan rã.
Nam ca sĩ từng vướng vào bê bối có con ngoài giá thú với Thụy Anh - em gái của nữ nghệ sĩ Thanh Thảo. Anh bị cộng đồng mạng tẩy chay, phải làm công việc bưng trà sữa và đóng vai quần chúng để kiếm sống. Thụy Anh và Ngô Kiến Huy cũng đã có chung một đứa con tên Jacky Minh Trí sinh năm 2011. Con chung của cả hai hiện nay đã được giao cho nghệ sĩ Thanh Thảo nuôi dưỡng.
Gần đây Ngô Kiến Huy còn tham gia làm MC cho một số chương trình như: Tôi Tỏa Sáng, Ai Dám Hát, Tuyệt Đỉnh Giác Quan, Sàn Đấu Ca Từ, Thách Thức Danh Hài và 5 Giây Thành Triệu Phú. Ngoài việc ca hát, đóng phim và làm MC, Ngô Kiến Huy cũng tham gia diễn xuất trong một số tiểu phẩm hài như Alagim và Thần Ve Chai. Hiện anh là người dẫn chính cho chương trình gameshow Một trăm triệu một phút.
Năm 2024, anh ra mắt ca khúc "Ngoan xinh yêu của anh đâu rồi" tại chương trình 2 ngày 1 đêm (mùa 3) ở chặng Cần Thơ.

## Âm nhạc

### Albumđã phát hành
| STT | Tựa đề album, đĩa đơn | Năm phát hành        | Chú thích                                                                                                 | Danh sách bài hát trong album |
| --- | --------------------- | -------------------- | --- | --- |
| 1   | Yêu như không yêu     | Tháng 12 năm 2008    | Album Vol 1 với 9 ca khúc pop-ballad và hiphop.                                                           | Danh sách bài hát 1. Mất nhau từ đây (Huỳnh Nhật Tân) 2. Mị tình (Minh Khang) 3. Mưa sao băng (Minh Khang) 4. Yêu như không yêu (Duy Anh) 5. Bí mật của hạnh phúc (Nguyễn Hồng Thuận) (song ca cùng Đông Nhi) 6. Câu chuyện mùa thu (Phạm Toàn Thắng) 7. Góc phố kỷ niệm (Nguyễn Hồng Thuận) 8. Lời ru một đời (Nguyễn Hồng Thuận) 9. Ngô Kiến Huy là tôi (Ngô Kiến Huy) |
| 2   | Chạm tay vào điều ước | Tháng 10 năm 2009    | Album với 12 ca khúc với dòng nhạc canto-pop, ballad, hiphop.                                             | Danh sách bài hát 1. Nỗi nhớ theo màn mưa (Bảo Thạch) 2. Nghi ngờ (nhạc Hoa & lời Việt: Lư Anh) (song ca cùng Đông Nhi) 3. Chuyện tình cây và lá (Nguyễn Hồng Thuận) 4. Một niềm tin tan vỡ (Bảo Thạch) 5. Định mệnh ta gặp nhau (Duy Anh) (song ca cùng Thu Thủy) 6. Vẫn biết yêu là thế (Đỗ Đình Phúc) 7. Vì anh yêu em (Huỳnh Nhật Tân) 8. Cần một người hiểu (Duy Anh) 9. Mùa đông ấm áp (Lư Anh) (song ca cùng Khởi My) 10. Ngàn lần khắc tên em (Nguyễn Hồng Thuận) 11. Giả vờ yêu (Duy Anh) 12. Chúc em ngủ ngon (Nguyễn Văn Chung) (song ca cùng Thanh Thảo) |
| 3   | Cho vơi nhẹ lòng      | 22 tháng 9 năm 2011  | Album Vol 3, tặng kèm 2 video clip Chuyện chúng mình và Cho vơi nhẹ lòng                                  | Danh sách bài hát 1. Cho vơi nhẹ lòng (Ngô Kiến Huy & Duy Anh) 2. Khóc trong đêm lạnh (Phúc Trường) 3. Chuyện chúng mình (Khắc Việt) 4. Ngày của hôm qua (Trương Thanh Hiếu) 5. Niềm đau riêng anh (Minh Thụy) 6. Tình ta chỉ là mơ (Cường BOM) 7. Dừng lại em nhé (Phúc Trường) 8. Ngủ ngoan tình yêu (Tăng Nhật Tuệ) |
| 4   | Sau một nụ cười       | 29 tháng 6 năm 2012  | | Danh sách bài hát 1. Bạn thân tôi (Duy Anh) (song ca cùng Duy Anh) 2. Sau một nụ cười (Duy Anh) 3. Thật là nhất (Duy Anh) 4. Người không hình bóng (Duy Anh) (song ca cùng Thu Thủy) 5. Quy luật tình yêu 6. Thật là nhất (Duy Anh) (R&B Version) |
| 5   | Là người em đã yêu    | 12 tháng 12 năm 2013 | Đây là Album online gồm 10 bài hát, trong đó có 1 bài song ca với Đông Nhi và 1 bài song ca với Thu Thủy. | Danh sách bài hát 1. Là người em đã yêu (An Quốc) 2. Một lần cuối (An Quốc) 3. Sau đêm nay (Addy Trần) 4. Bao lâu rồi (Ân Nhi) 5. Tình yêu bay xa (An Quốc) 6. LK Nghi ngờ - Vì anh yêu em - Giả vờ yêu (nhạc Hoa - lời Việt: Lư Anh, nhạc Hoa - lời Việt: Huỳnh Nhật Tân, Duy Anh) 7. Quá khứ như một giấc mơ (Bảo Thạch) (ft Đông Nhi) 8. Mưa sao băng Remix (Minh Khang) 9. Người không hình bóng (Duy Anh) (ft. Thu Thủy) 10. Là người em đã yêu beat (An Quốc)                                                                                                  |

### MV
| Năm  | Tên MV                                                                                | Sáng tác                                        | Ghi chú |
| ---- | ------------------------------------------------------------------------------------- | ----------------------------------------------- | --- |
| 2008 | Mưa sao băng                                                                          | Minh Khang                                      | |
| 2008 | Mị tình                                                                               | Minh Khang                                      | |
| 2008 | Bí mật của hạnh phúc                                                                  | Nguyễn Hồng Thuận                               | Cùng với Đông Nhi |
| 2008 | Yêu như không yêu                                                                     | Phương Duy Anh                                  | |
| 2008 | Nhật ký tím                                                                           | Nguyễn Văn Chung                                | Cùng với Midu |
| 2008 | Ngô Kiến Huy là tôi                                                                   | Phương Duy Anh Ngô Kiến Huy                     | |
| 2009 | Giả vờ yêu                                                                            | Phương Duy Anh                                  | |
| 2009 | Cần một người hiểu                                                                    | Phương Duy Anh                                  | |
| 2009 | Nỗi nhớ theo màn mưa                                                                  | Bảo Thạch                                       | |
| 2010 | Không có sự lựa chọn                                                                  | Nhạc ngoại - Lời Việt: Trung Quân               | |
| 2010 | Nhịp tim                                                                              | Châu Nguyễn                                     | Quỹ Nhịp Tim |
| 2010 | Ta mãi bên nhau                                                                       | Minh Khang                                      | Cùng với Ngân Khánh |
| 2010 | Liên khúc Em trong mắt tôi - Nồng nàn Hà Nội                                          | Nguyễn Đức Cường                                | Cùng với Hồ Ngọc Hà, Quang Vinh, Noo Phước Thịnh, Đại Nhân, Đăng Khôi, Chí Thiện, V Music, Cao Thái Sơn, Hoàng Hải                                                                                              |
| 2010 | Mùa thu vàng                                                                          | Ngọc Châu                                       | Cùng với Cao Thái Sơn, Minh Hằng, Thảo Trang, Phương Trinh Jolie, Nam Cường, Anh Quốc, Noo Phước Thịnh, Đông Nhi, Hòa Mi, Đại Nhân, Chí Thiện, V. Music, Song Yến, Thiên Minh, Wanbi Tuấn Anh, Trương Quỳnh Anh |
| 2011 | Chờ em trong mỏi mòn                                                                  | Phúc Trường                                     | |
| 2011 | Cho vơi nhẹ lòng                                                                      | Phương Duy Anh                                  | |
| 2011 | Liên khúc Giáng Sinh 2011 (We Wish You A Mery Christmas, Jingle Bells, Feliz Navidad) | Dân ca Anh, James Lord Pierpont, José Feliciano | Cùng với Wanbi Tuấn Anh, Miu Lê, Khổng Tú Quỳnh, Siu Black, Uyên Linh, Lân Nhã, Phương Thanh, Ông Cao Thắng, Đông Nhi, Khởi My                                                                                  |
| 2012 | Sau một nụ cười                                                                       | Phương Duy Anh                                  | |
| 2012 | Yêu em                                                                                | Only C                                          | Cùng với Khổng Tú Quỳnh |
| 2012 | Quên một người                                                                        | Phương Duy Anh                                  | |
| 2013 | Anh chỉ là cơn mưa                                                                    | Bảo Thạch                                       | |
| 2013 | Là người em đã yêu                                                                    | An Quốc                                         | |
| 2013 | Làm sao để thương?                                                                    | Thái Thịnh                                      | |
| 2013 | Everyday I love you                                                                   | Nguyễn Hà                                       | OST Thần tượng |
| 2013 | Chuyện chúng mình                                                                     | Khắc Việt                                       | |
| 2014 | Liên khúc Xuân 2014 (Ngày Xuân Long Phụng Sum Vầy, Mùa Xuân Ơi, Đoản Xuân Ca)         | Quang Huy, Nguyễn Ngọc Thiện, Thanh Sơn         | Cùng với 365, MiA, Don Nguyễn, Yến Nhi, Khổng Tú Quỳnh, Nam Cường, Lady Q, Takej Minh Huy, Ưng Đại Vệ, X5, Dương Ngọc Đàm, Jennifer Phạm, Ông Cao Thắng, Lương Minh Trang, khán giả (FC)                        |
| 2014 | Giá một lần hoán đổi                                                                  | Quang Chí & Phương Duy Anh                      | |
| 2014 | Phía sau em                                                                           | Khánh Đơn                                       | Cùng với Nam Cường |
| 2014 | Đứa bé mồ côi                                                                         | Tường Quân                                      | Cùng với Lương Bích Hữu, Minh Vương, Nam Cường, Khổng Tú Quỳnh, Chi Dân, Nhật Tinh Anh, Quách Thành Danh, Hàn Thái Tú, Khánh Đơn                                                                                |
| 2014 | Sống như những đóa hoa                                                                | Tạ Quang Thắng                                  | Cùng với Vy Oanh, Phương Thanh, Quang Dũng, Hồ Trung Dũng, Đông Nhi, Ông Cao Thắng, Phương Vy, Sơn Tùng M-TP, Đinh Hương                                                                                        |
| 2015 | Vội vã yêu nhau vội vã rời                                                            | Khánh Đơn                                       | Cùng với Lương Bích Hữu |
| 2015 | Hãy trân trọng người thương                                                           | Phương Duy Anh                                  | |
| 2015 | Đến lúc quên                                                                          | Khánh Đơn                                       | |
| 2016 | Lách thật phong cách                                                                  | Mew Amazing                                     | Quảng cáo Sprite |
| 2016 | Nupakachi                                                                             | Nguyễn Phúc Thạch Hoàng Kim Long                | |
| 2017 | Lời tình xuân                                                                         | Đình Văn                                        | |
| 2017 | Yêu không đường lui                                                                   | Huỳnh Quốc Huy                                  | Cùng với Khổng Tú Quỳnh |
| 2017 | Cùng nhìn nhau già nua                                                                | Lê Minh Hiếu                                    | |
| 2017 | Yêu em trọn đời                                                                       | Only C Lou Hoàng                                | OST Yêu đi, đừng sợ! |
| 2017 | Lạc giữa nhân gian                                                                    | Phương Uyên                                     | |
| 2017 | Việt Nam tươi đẹp                                                                     | Nguyễn Hoàng Duy                                | Cùng với Noo Phước Thịnh, Hồ Ngọc Hà, Đàm Vĩnh Hưng, Đông Nhi, Bảo Thy, Bùi Anh Tuấn, Bảo Anh, Quốc Thiên, Ái Phương                                                                                            |
| 2018 | Xin đừng rời xa                                                                       | Huỳnh Quốc Huy                                  | |
| 2018 | Để anh một mình                                                                       | Nguyễn Cá, BlackBi                              | Cùng với BlackBi |
| 2019 | Truyền thái y                                                                         | NamNam                                          | Cùng với Masew & Đinh Hà Uyên Thư |
| 2020 | Lỗi của anh                                                                           | Huỳnh Quốc Huy                                  | |
| 2020 | Chẳng thể giữ lấy, chẳng đành buông tay                                               | Nguyễn Công Thành                               | |
| 2020 | Thank you - Những chiến binh thầm lặng                                                | Phạm Việt Hoàng                                 | Cùng với Bùi Anh Tuấn, Hồ Ngọc Hà, Bảo Anh, Đông Nhi, Noo Phước Thịnh |
| 2020 | Chỉ có thể là yêu                                                                     | Trịnh Thăng Bình                                | Cùng với Chí Tâm, OST Em là của em |
| 2020 | Đây là một mùa Tết vui                                                                | Huỳnh Hiền Năng Lăng LD                         | Cùng với Mạc Văn Khoa & Lăng LD, quảng cáo Larue, parody từ bài hát gốc Đây là một bài hát vui (Jun Phạm) |
| 2021 | 72 phép thần thông                                                                    | RIN9, Yuno Bigboi                               | Cùng với Masew & Yuno Bigboi |
| 2021 | Quay lại lại yêu                                                                      | Vương Anh Tú                                    | Cùng với Vương Anh Tú |
| 2021 | Chống lại thế giới                                                                    | Huỳnh Quốc Huy                                  | |
| 2021 | Sau này nếu có yêu ai                                                                 | Huỳnh Quốc Huy                                  | Cùng với Tăng Phúc |
| 2021 | Trạm sạc cảm xúc                                                                      | Hứa Kim Tuyền, Seachains                        | Cùng với Suni Hạ Linh, Seachains |
| 2022 | Truyền nàng Shin                                                                      | NamNam                                          | Quảng cáo Nongshim |
| 2022 | Lu mờ tâm trí                                                                         | Vương Anh Tú                                    | |
| 2022 | Tất cả đứng im                                                                        | RIN9 HIEUTHUHAI                                 | |
| 2022 | Sao em biết người rời đi không buồn                                                   | Vũ Huy Hoàng                                    | |
| 2023 | Ngày tết quê em                                                                       | Từ Huy                                          | Cùng với Trường Giang, Kiều Minh Tuấn, Lê Dương Bảo Lâm, Cris Phan, HIEUTHUHAI (chương trình 2 ngày 1 đêm) |
| 2023 | Mây và núi                                                                            | Vĩnh Tâm                                        | Cùng với Jun Phạm, Trung Quân, Blacka, Myra Trần (chương trình La cà hát ca) |
| 2023 | Không Phiền Em Nữa                                                                    | Tiến Nguyễn                                     | Cùng với Neko Lê |

#### MV tham gia diễn xuất
- Đây là một bài hát vui (Jun Phạm) (2019)
- Đợi chờ người xứng đáng (Jun Phạm & Blacka) (2023)

### Live show
| STT | Tựa đề live show                | Năm                   | Chú thích                                                                           | Địa điểm                                                                                | Danh sách bài hát trong album |
| --- | ------------------------------- | --------------------- | ----------------------------------------------------------------------------------- | --------------------------------------------------------------------------------------- | --- |
| 1   | Live show Chạm tay vào điều ước | 30/10/2009 18/11/2009 | quảng bá album thứ hai Chạm tay vào điều ước (có sự minh họa của vũ đoàn Bước Nhảy) | C13 Tân Trào, Tân Phú, Quận 7, Thành phố Hồ Chí Minh 136 Xuân Thủy, Q. Cầu Giấy, Hà Nội | Danh sách bài hát 1. Ngô Kiến Huy là tôi (Ngô Kiến Huy) 2. Mưa sao băng (Minh Khang) 3. Romeo & Juliet (nhạc: Nino Rota & lời Việt: Phạm Duy) (NSƯT Tạ Minh Tâm & song ca cùng HHHV Việt Nam Thùy Lâm) 4. Luôn có một vòng tay (Đông Nhi) (song ca cùng Đông Nhi) 5. Nghi ngờ (nhạc: VChuan & lời Việt: Lư Anh) (song ca cùng Đông Nhi) 6. NSƯT Hoài Linh giao lưu với ca sĩ Đông Nhi 7. Quá trình tập luyện cho live show của Ngô Kiến Huy 8. Mất nhau từ đây (Huỳnh Nhật Tân) 9. Mị tình (Minh Khang) 10. Định mệnh ta gặp nhau (Phương Duy Anh) (song ca cùng Thu Thủy) 11. NSƯT Hoài Linh giao lưu với Ngô Kiến Huy 12. Giả vờ yêu (Phương Duy Anh) 13. Kiss kiss (nhạc: Juliette Jaimes, Sezen Aksu, Steve Welton-Jaimes & lời Việt: Trung Quân) (song ca cùng Ngân Khánh) 14. Ca sĩ, diễn viên Ngân Khánh giao lưu với khán giả 15. Vì anh yêu em (Huỳnh Nhật Tân) (ca sĩ, diễn viên Ngân Khánh minh họa mấy giây đầu) 16. Video clip về mẹ Ngô Kiến Huy 17. Mẹ tôi (Nhị Hà) 18. Ngô Kiến Huy và mẹ giao lưu với khán giả 19. Ca sĩ Thanh Thảo giao lưu với Ngô Kiến Huy và khán giả 20. Khi giấc mơ về (Đức Trí) (song ca cùng Thanh Thảo) 21. Thêm một lần yêu thương (Trương Lê Sơn) (song ca cùng Lệ Quyên) 22. Nỗi nhớ theo màn mưa (Bảo Thạch) 23. Video clip Ngô Kiến Huy ái mộ ca sĩ Hồ Ngọc Hà 24. Xin hãy thứ tha (nhạc: Dương Khắc Linh & lời: Hoàng Anh) (Hồ Ngọc Hà solo) 25. LK Ước mơ cuồng nhiệt (nhạc ngoại & lời Việt: Trung Quân) 26. Kết thúc: Chụp hình cùng fan và hậu trường |
| 2   | Live show Ngày mới              | 2/12/2011             | quảng bá album thứ ba Cho vơi nhẹ lòng                                              | Ký túc xá Đại học Quốc Gia Thành phố Hồ Chí Minh                                        | Danh sách bài hát 1. Cô bé dỗi hờn (Nguyễn Ngọc Thiện) (song ca với Khổng Tú Quỳnh) 2. Tình thơ (Hoài An) (song ca với Khổng Tú Quỳnh) 3. Bạn tôi (nhạc: Võ Thiện Thanh - Thơ: Phan Minh Tấn) (song ca với Nam Cường) 4. Cây đàn sinh viên (Quốc An) (song ca cùng Đông Nhi) 5. Riêng mình tôi (Lưu Thiên Hương) (Thu Thủy solo) 6. Người không hình bóng (Phương Duy Anh) (song ca cùng Thu Thủy) 7. Mưa sao băng (Minh Khang) 8. Mị tình (Minh Khang) 9. Đến bên mưa (Mr. Siro) (Đông Nhi solo) 10. Liên khúc: Bí mật của hạnh phúc (Nguyễn Hồng Thuận) - Nghi ngờ (nhạc: VChuan - lời Việt: Lư Anh) (song ca cùng Đông Nhi) 11. Dẫu có lỗi lầm (Hồ Hoài Anh) (song ca cùng Noo Phước Thịnh) 12. Chỉ mình anh đau (Nguyễn Đình Vũ) (Noo Phước Thịnh solo) 13. Khó (Khắc Việt) (Nam Cường solo) 14. Thiên đường (Quốc Bảo) (Thủy Tiên solo) 15. Yêu làm chi (Sỹ Luân) (song ca cùng Thủy Tiên) |
| 3   | Live concert Truyền thái y      | 19, 20/12/2019        | kỷ niệm 10 năm ca hát (có sự minh họa của vũ đoàn MTE, Like, Bước Nhảy)             | C13 Tân Trào, Tân Phú, Quận 7, Thành phố Hồ Chí Minh                                    | Danh sách bài hát 1. Giới thiệu các MV: Truyền thái y, Để anh một mình, Lạc giữa nhân gian, Nupakachi, Giá một lần hoán đổi, I love you everyday, Là người em đã yêu, Sau một nụ cười, Cho vơi nhẹ lòng, Giả vờ yêu, Mưa sao băng 2. Mưa sao băng (remix) (Minh Khang) 3. Vì anh yêu em (remix) (Huỳnh Nhật Tân) 4. Ngô Kiến Huy giao lưu với khán giả 5. Mash Up: Bí mật của hạnh phúc (remix) (Nguyễn Hồng Thuận) - Luôn có một vòng tay (Đông Nhi) - Nghi ngờ (remix) (nhạc: VChuan - lời Việt: Lư Anh) (song ca cùng Đông Nhi) 6. Ngô Kiến Huy & Đông Nhi giao lưu với khán giả 7. Định mệnh ta gặp nhau (Phương Duy Anh) (song ca cùng Đông Nhi) 8. Ngô Kiến Huy & Đông Nhi giao lưu với khán giả 9. Đông Nhi giao lưu với khán giả 10. Yêu là cưới (Châu Đăng Khoa) (Đông Nhi solo) 11. Mash Up: Nỗi nhớ theo màn mưa (Bảo Thạch) - Cho vơi nhẹ lòng (Phương Duy Anh) - Mị tình (Minh Khang) 12. Ngô Kiến Huy là tôi (remix) (Ngô Kiến Huy) 13. Ngô Kiến Huy giao lưu với khán giả 14. Yêu không đường lui (Huỳnh Quốc Huy) (song ca cùng Sam) 15. Ngô Kiến Huy & Sam giao lưu với khán giả 16. Ngô Kiến Huy giao lưu với khán giả 17. Giả vờ yêu (Phương Duy Anh) 18. Sam nói sơ lược về Ngô Kiến Huy 19. Trích đoạn Ngô Kiến Hà (do Ngô Kiến Huy thủ vai) nhép bài Chắc ai đó sẽ về để tỏ tình với Phạm Quỳnh Băng (do Phạm Quỳnh Anh thủ vai) trong phim Chàng trai năm ấy 20. Chắc ai đó sẽ về (OST Chàng trai năm ấy) (Sơn Tùng M-TP) (Sơn Tùng M-TP cover) 21. Ngô Kiến Huy giao lưu với khán giả 22. Yêu em trọn đời (OST Yêu đi, đừng sợ) (Only C) 23. Ngô Kiến Huy giao lưu với khán giả 24. Mình yêu từ bao giờ (remix) (OST Em là bà nội của anh) (Nguyễn Hải Phong) (Miu Lê, Lều Phương Anh cover) 25. Ngô Kiến Huy giao lưu với khán giả 26. Muốn một lần thất tình (Nguyễn Hồng Thuận) (song ca cùng Ninh Dương Lan Ngọc) 27. Ngô Kiến Huy & Ninh Dương Lan Ngọc giao lưu với khán giả 28. Ninh Dương Lan Ngọc giao lưu với khán giả 29. Video clip giới thiệu Jun Phạm 30. Đây là một bài hát vui (Huỳnh Hiền Năng) (Jun Phạm solo) 31. Jun Phạm giao lưu với khán giả 32. Nupakachi (Only C) (song ca cùng Jun Phạm) 33. Ngô Kiến Huy, Jun Phạm, BB Trần (giả gái đóng vai vợ Ngô Kiến Huy) giao lưu với khán giả 34. Ngô Kiến Huy & Jun Phạm giao lưu với khán giả 35. Ngô Kiến Huy, Jun Phạm, Ninh Dương Lan Ngọc giao lưu với khán giả 36. Ngô Kiến Huy & Jun Phạm giao lưu với khán giả 37. Jun Phạm giao lưu với khán giả 38. Ngô Kiến Huy giao lưu với khán giả 39. Tình có như không (Trần Thiện Thanh) (song ca với BB Trần (giả gái)) 40. Ngô Kiến Huy, Ninh Dương Lan Ngọc, BB Trần (giả gái đóng vai vợ Ngô Kiến Huy giao lưu với khán giả 41. Ngô Kiến Huy & Sam gửi lời cảm ơn các nhà tài trợ: Võ Sỹ Đạt (nước hoa Pháp Charme Perfume) chia sẻ, live video streaming của Hàn Quốc V Live (đại diện vắng mặt), Hồ Trọng Hiếu (dịch vụ mạng xã hội trực tuyến Gapo) 42. Ngô Kiến Huy & Sam chơi game với khán giả: lắc trên app Gapo để các khán giả có cơ hội nhận 10 phần quà (có kèm chữ ký) từ Ngô Kiến Huy và kết bạn với Ngô Kiến Huy 43. Trích đoạn MV Truyền thái y & Ninh Dương Lan Ngọc giới thiệu DJ Masew 44. DJ Masew biểu diễn với một DJ nam với vài bản nhạc 45. Để Mị nói cho mà nghe (Thịnh Kainz, Kata Trần, T-Bass) (song ca cùng Hoàng Thùy Linh) 46. Ngô Kiến Huy & Hoàng Thùy Linh giao lưu với khán giả 47. Ngô Kiến Huy giao lưu với khán giả 48. Lạc giữa nhân gian (Phương Uyên) 49. Ngô Kiến Huy giao lưu với khán giả 50. Truyền thái y (NamNam) 51. Ngô Kiến Huy giao lưu với khán giả 52. Nỗi nhớ đầy vơi (remix) (Hoàng Tôn) (Noo Phước Thịnh solo) 53. Noo Phước Thịnh giao lưu với khán giả 54. Gạt đi nước mắt (Dance Version) (Đỗ Hiếu) (song ca cùng Noo Phước Thịnh) 55. Noo Phước Thịnh cám ơn khán giả 56. Sam & Ngô Kiến Huy cám ơn khán giả, khách mời, vũ đoàn, nhà tài trợ, các thành vên trong ban tổ chức và kết thúc chương trình |

### Bài hát
- 72 phép thần thông (phần phối nhạc của DJ Masew, phần đọc rap của Yuno Bigboi)
- Ai, se eu te pego! (Oh, if I get you)
- Anh chỉ cơn mưa
- Anh tin mình đã cho nhau một kỷ niệm (song ca với Miu Lê)
- Bài ca đất phương Nam
- Bạn thân tôi (song ca với Phương Duy Anh)
- Bạn tôi (song ca với Nam Cường)
- Bao lâu rồi
- Bí mật của hạnh phúc (song ca với Đông Nhi)
- Cần một người hiểu
- Câu chuyện mùa thu
- Câu chuyện thần tiên (song ca với Khổng Tú Quỳnh)
- Cây đàn sinh viên (song ca với Đông Nhi)
- Chắc ai đó sẽ về
- Chắc chắn yêu rồi
- Chẳng tể giữ lấy, chẳng đành buông tay
- Chỉ có thể là yêu
- Chờ em trong mỏi mòn
- Cho vơi nhẹ lòng
- Chống lại thế giới
- Chúc em ngủ ngon (song ca với Thanh Thảo)
- Chuyện chúng mình
- Chuyện tình cây và lá
- Cô bé dỗi hờn (song ca với Khổng Tú Quỳnh)
- Cùng nhìn nhau già nua
- Dẫu có lỗi lầm (3 version: solo, song ca với Noo Phước Thịnh, song ca với Jun Phạm)
- Dừng lại em nhé
- Đây là một mùa Tết vui (song ca với Mạc Văn Khoa, có phần đọc rap của Lăng LD)
- Để anh một mình (phần đọc rap của BlackBi)
- Để Mị nói cho mà nghe (song ca với Hoàng Thùy Linh)
- Đêm tuyệt vời
- Đến lúc quên
- Định mệnh ta gặp nhau (3 version: song ca với Thu Thủy, song ca với Khổng Tú Quỳnh, song ca với Đông Nhi)
- Đứa bé mồ côi (hợp ca với Lương Bích Hữu, Minh Vương, Nam Cường, Khổng Tú Quỳnh, Chi Dân, Nhật Tinh Anh, Quách Thành Danh, Hàn Thái Tú, Khánh Đơn)
- Em vẫn muốn yêu anh
- Gạt đi nước mắt (dance version) (song ca với Noo Phước Thịnh)
- Giá một lần hoán đổi
- Giả vờ yêu
- Góc phố kỷ niệm
- Hãy trân trọng người thương
- Hứa về tì sẽ đợi (song ca với Phương Thanh)
- I love you erveryday
- Khi giấc mơ về (song ca với Thanh Thảo)
- Khóc trong đêm lạnh
- Không phiền em nữa (song ca với Neko Lê)
- Kiss kiss (song ca với Ngân Khánh)
- Là người em đã yêu
- Lạc giữa nhân gian
- Làm sao để thương?
- Lách thật phong cách
- LK Ước mơ cuồng nhiệt
- Lỗi của anh
- Lời chưa nói (song ca với Jang Mi)
- Lời ru một đời
- Lu mờ tâm trí
- Luôn có một vòng tay (song ca với Đông Nhi))
- Mash up: Bên em mùa xuân - Xuân bên em (tứ ca với Đông Nhi, Ông Cao Thắng, Khổng Tú Quỳnh)
- Mash up: Bí mật của hạnh phúc - Nghi ngờ (song ca với Đông Nhi)
- Mash up: Chỉ là giấc mơ - Góc tối
- Mash up: Lỗi của anh - Đừng chờ anh nữa (song ca với Tăng Phúc)
- Mash up: Em trong mắt tôi - Nồng nàn Hà Nội (hợp ca với Hồ Ngọc Hà, Quang Vinh, Noo Phước Thịnh, Đại Nhân, Đăng Khôi, Chí Thiện, V. Music, Cao Thái Sơn, Hoàng Hải)
- Mash up: Nghi ngờ - Vì anh yêu em - Giả vờ yêu
- Mash up: Nụ hôn mùa xuân - Bên em mùa xuân (song ca với Khổng Tú Quỳnh)
- Mash up: Tình có như không - Trái tim lầm lỡ (song ca với Yến Trang)
- Mashup: Tình thôi xót xa - Cô bé có chiếc răng khểnh (song ca với Lam Trường)
- Mash up Giáng sinh 2011 (We wish you a merry Christmas, Jingle bells, Feliz Navidad) (hợp ca với Wanbi Tuấn Anh, Miu Lê, Khổng Tú Quỳnh, Siu Black, Uyên Linh, Lân Nhã, Phương Thanh, Ông Cao Thắng, Đông Nhi, Khởi My)
- Mash up Xuân 2014 (Ngày xuân long phụng sum vầy - Mùa xuân ơi - Đoản xuân ca) (hợp ca với 365, MiA, Don Nguyễn, Yến Nhi, Khổng Tú Quỳnh, Nam Cường, Lady Q, Takej Minh Huy, Ưng Đại Vệ, X5, Dương Ngọc Đàm, Jennifer Phạm, Ông Cao Thắng, Lương Minh Trang, khán giả (FC))
- Mẹ tôi
- Mình yêu từ bao giờ
- Mị tình
- Một lần cuối
- Một niềm tin tan vỡ
- Mùa đông ấm áp (song ca với Khởi My)
- Mùa thu vàng (hợp ca với Cao Thái Sơn, Minh Hằng, Thảo Trang, Phương Trinh Jolie, Nam Cường, Anh Quốc, Noo Phước Thịnh, Đông Nhi, Hòa Mi, Đại Nhân, Chí Thiện, V. Music, Song Yến, Thiên Minh, Wanbi Tuấn Anh, Trương Quỳnh Anh)
- Muốn một lần thất tình (song ca với Ninh Dương Lan Ngọc)
- Mưa sao băng
- Nàng xuân (tam ca với Lou Hoàng, Only C)
- Ngàn lần khắc tên em
- Ngày của hôm qua
- Nghi ngờ (4 version: song ca với Đông Nhi, song ca với Ninh Dương Lan Ngọc, song ca Trang Pháp, song ca với Sam)
- Ngô Kiến Huy là tôi
- Ngủ ngoan tình yêu
- Người không hình bóng (song ca với Thu Thủy)
- Người tình ơi mơ gì (song ca với Diệu Nhi)
- Nhật ký tím (song ca với Midu)
- Nhịp tim
- Niềm đau riêng anh
- Nỗi nhớ theo màn mưa
- Nupakachi (2 version: solo và song ca với Jun Phạm)
- Phía sau em (song ca với Nam Cường)
- Quá khứ như một giấc mơ (song ca với Đông Nhi)
- Quay lại lại yêu
- Quên một người
- Quy luật tình yêu
- Romeo & Juliet (song ca với Thùy Lâm)
- Sau đêm nay
- Sau một nụ cười
- Say you do
- Sống như những đóa hoa (hợp ca với Vy Oanh, Phương Thanh, Quang Dũng, Hồ Trung Dũng, Đông Nhi, Ông Cao Thắng, Phương Vy, Sơn Tùng M-TP, Đinh Hương)
- Ta mãi bên nhau (song ca với Ngân Khánh)
- Tết tuyệt vời
- Thank you - Những chiến binh thầm lặng (hợp ca với Bùi Anh Tuấn, Hồ Ngọc Hà, Bảo Anh, Đông Nhi, Noo Phước Thịnh)
- Thật là nhất
- Thêm một lần yêu thương (song ca với Lệ Quyên)
- Tình có như không (song ca với BB Trần)
- Tình đầu chưa nguôi
- Tình em mùa xuân (song ca với Bảo Thy)
- Tình ta chỉ là mơ
- Tình thơ (song ca với Khổng Tú Quỳnh)
- Tình yêu bay xa
- Trống cơm
- Truyền nàng Shin
- Truyền thái y (phần phối nhạc của DJ Masew)
- Túp lều ly tưởng (song ca với Miu Lê)
- Vì anh yêu em
- Vì tôi còn sống
- Vội vã yêu nhau vội vã rời (song ca với Lương Bích Hữu)
- Việt Nam tươi đẹp (hợp ca với Noo Phước Thịnh, Hồ Ngọc Hà, Đàm Vĩnh Hưng, Đông Nhi, Bảo Thy, Bùi Anh Tuấn, Bảo Anh, Quốc Thiên, Ái Phương)
- Xin đừng rời xa
- Xóm nhỏ đón Tết (song ca với Khả Như)
- Yêu em (song ca với Khổng Tú Quỳnh)
- Yêu em trọn đời
- Yêu không đường lui (2 version: song ca với Khổng Tú Quỳnh và song ca với Sam)
- Yêu làm chi (song ca với Thủy Tiên)
- Yêu như không yêu
- Yêu và được yêu (song ca với Ninh Dương Lan Ngọc)

## Danh sách phim

### Phim truyền hình
| Năm  | Tựa phim        | Vai diễn           | Đạo diễn          | Kênh | Ghi chú   |
| ---- | --------------- | ------------------ | ----------------- | ---- | --------- |
| 2008 | Cô gái xấu xí   | Ca sĩ Ngô Kiến Huy | Nguyễn Minh Chung | VTV3 | Khách mời |
| 2014 | Kim Chi Cà Pháo | Quân               | Nguyễn Mạnh Hà    | VTV9 |           |

### Phim điện ảnh
| Năm  | Tựa phim                       | Vai diễn                  | Đạo diễn                                                  | Ghi chú                                                       |
| ---- | ------------------------------ | ------------------------- | --------------------------------------------------------- | ------------------------------------------------------------- |
| 2010 | Công chúa teen và ngũ hổ tướng | Vũ công                   | Lê Lộc                                                    | Vai phụ                                                       |
| 2011 | Thiên sứ 99                    | Hoàng                     | Nguyễn Minh Cao                                           | Bộ phim khiến cho Ngô Kiến Huy và Khổng Tú Quỳnh đến với nhau |
| 2012 | Nàng men chàng bóng            | Ẽo Ợt                     | Võ Tấn Bình                                               | Vai giả gái đầu tiên                                          |
| 2013 | Thần tượng                     | Nguyễn                    | Nguyễn Quang Huy                                          |                                                               |
| 2014 | Chàng trai năm ấy              | Ngô Kiến Hà               | Nguyễn Quang Huy                                          |                                                               |
| 2015 | Siêu nhân X                    | Siêu nhân X               | Nguyễn Quang Dũng                                         | Bộ phim mà Ngô Kiến Huy và nhân vật đều sợ gián               |
| 2015 | Oan hồn                        | Dũng sĩ diệt ma           | Victor Vũ                                                 |                                                               |
| 2015 | 49 ngày                        | Người câu cá 1            | Nhất Trung                                                | Vai phụ                                                       |
| 2015 | Em là bà nội của anh           | Tùng                      | Phan Gia Nhật Linh                                        |                                                               |
| 2016 | Tía tui là cao thủ             | Vũ                        | Trần Ngọc Giàu                                            | Vai phụ                                                       |
| 2017 | 49 ngày 2                      | Huy                       | Nhất Trung                                                |                                                               |
| 2017 | Cô gái đến từ hôm qua          | Thư "thơ thẩn"            | Phan Gia Nhật Linh                                        | Cơ duyên kết bạn với Jun Phạm                                 |
| 2017 | Yêu đi, đừng sợ!               | Tùng                      | Stephane Gauger                                           |                                                               |
| 2018 | Hoán đổi                       | Nhạc sĩ Minh Thắng        | Võ Thanh Hoà                                              |                                                               |
| 2019 | Chị trợ lý của anh             | Chàng trai ẻo lả          | Mira Dương                                                | Khách mời                                                     |
| 2021 | Em là của em                   | Hoàng & Jessica Hoàng Anh | Lê Thiện Viễn                                             | Bộ phim đóng hai vai đầu tiên                                 |
| 2022 | Dân chơi không sợ con rơi      | Nhà làm phim              | Huỳnh Đông                                                |                                                               |
| 2022 | Trò chơi tử thần               | Bảo Khánh                 | Kazuhisa Yusa                                             |                                                               |
| 2024 | B4S – Trước giờ "Yêu"          | Ca sĩ Ngô Kiến Huy        | Tùng Leo, Michael Thái, Huỳnh Anh Duy, Phan Gia Nhật Linh | Khách mời                                                     |
| 2025 | Tìm xác - Ma không đầu         | Thành                     | Tiến Luật, Đại Nghĩa, NSND Hồng Vân, Thanh Hương          |                                                               |

### Khác
| Năm  | Tựa phim            | Vai diễn                 | Đạo diễn          | Định dạng   | Ghi chú                      |
| ---- | ------------------- | ------------------------ | ----------------- | ----------- | ---------------------------- |
| 2014 | Chàng Ngố biết yêu  | Ngố                      | Trần Kamy         | Phim ngắn   |                              |
| 2014 | Giờ em đã biết      | Đông                     | Nguyễn Quang Huy  | Phim ngắn   |                              |
| 2016 | Già néo đứt dây     | MC tàng hình Bắp soái ca | Đinh Hà Uyên Thư  | HTV7/Sitcom |                              |
| 2018 | Tết của Tài         | Xuân Tài                 | Phạm Trường Giang | Phim ngắn   | Gala nhạc Việt 11            |
| 2021 | Thánh bào ngày Tết  | Ba Lộc                   | Võ Thanh Hòa      | Web Drama   | Web Drama của Tiến Luật      |
| 2023 | Thạch Sanh Lý Thanh | Xuân Long                | Neko Lê           | Web Drama   | Web Drama của Ngọc Thanh Tâm |

## Chương trình truyền hình
| Năm                          | Chương trình                                     | Vai trò                                                  | Kênh                              | Tham gia với | Chú thích                                                                                            |
| ---------------------------- | ------------------------------------------------ | -------------------------------------------------------- | --------------------------------- | --- | --- |
| 2009                         | Thế giới Vpop                                    | Ca sĩ                                                    | BTV1                              | Mưa sao băng remix (solo), Luôn có một vòng tay (với Đông Nhi), LK 9 (Ánh trăng đêm trôi, Tình đầu chưa nguôi, Em sẽ đến bên anh) (với Thanh Thảo, Từ Minh Hy) | |
| 2009                         | 2! Idol                                          | Khách mời chính                                          | Yeah1TV - SCTV4                   | Khởi My, Hoàng Phi (MC) | |
| 2010                         | 2! Idol                                          | Khách mời chính                                          | Yeah1TV - SCTV4                   | Khởi My, Hoàng Phi (MC) | |
| Khách mời đặc biệt           | 2! Idol                                          | Đông Nhi (Song ca bài Nghi ngờ), Khởi My, Hoàng Phi (MC) | Yeah1TV - SCTV4                   | | |
| Style & Star - Xinh cùng sao | Khách mời                                        |                                                          | Yeah1TV - SCTV4                   | | |
| Tìm bạn tâm giao             | Khách mời                                        | HTV7                                                     | Thanh Bạch (MC)                   | | |
| Chung sức                    | Khách mời                                        | HTV7                                                     | Ngân Khánh, Thanh Thức, Quang Chí | | |
| Sao online                   | Khách mời                                        | VTC1                                                     | Phan Anh (MC)                     | | |
| 2011                         | Khách mời                                        | Alo alo                                                  | Yeah1TV - VTC4                    | Khởi My (MC), Đông Nhi | |
| 2011                         | Khách mời                                        | 2! Idol 2.0                                              | Yeah1TV - VTC4                    | Hoàng Phi (MC) | |
| 2011                         | Khách mời                                        | Hát với ngôi sao                                         | HTV7                              | Sỹ Luân, Yến Trang (MC), Nam Cường, Khổng Tú Quỳnh | |
| 2012                         | Khách mời                                        | Kết nối cùng sao                                         | ĐN1-RTV                           | Minh Tuấn A# (MC) | |
| 2012                         | Đọ sức âm nhạc                                   | Người chơi khách mời                                     | HTV7                              | Thanh Bạch (MC), DJ Neo (DJ), Jun Phạm, Tronie Ngô, S.T Sơn Thạch (3 thành viên cùng đội nam), Bích Phương, MiA, Khổng Tú Quỳnh, Ngọc Quyên (các thành viên của đội nữ) | Tập 11                                                                                               |
| 2012                         | Về trường                                        | Khách mời                                                | HTV7                              | | |
| 2012                         | Leo&U                                            | Khách mời                                                | YanTV - SCTV2                     | Tùng Leo (MC) | 12/6/2012                                                                                            |
| 2013                         | Bước nhảy hoàn vũ (mùa 4)                        | Thí sinh                                                 | VTV3                              | Victoria "Vicky" Gencheva | Đoạt giải Cúp Bạc                                                                                    |
| 2013                         | Một bước để chiến thắng                          | Khách mời                                                | VTV6                              | Minh Xù, Yumi Dương (MC), Đông Nhi, Ông Cao Thắng, Khổng Tú Quỳnh | Tập 13                                                                                               |
| 2013                         | 2! Idol                                          | Khách mời chính                                          | Yeah1TV - VTC4                    | Khởi My, Hoàng Phi (MC) | |
| 2013                         | Chinh phục Lọ Lem                                | Khách mời                                                | Yeah1TV - VTC4                    | Ưng Hoàng Phúc | Tập 11                                                                                               |
| 2013                         | Alo alo                                          | Khách mời                                                | Yeah1TV - VTC4                    | Khởi My (MC) | |
| 2013                         | MTV Wow                                          | Khách mời                                                | MTV Việt Nam                      | | |
| 2013                         | Sao quân sư                                      | Quân sư                                                  | YanTV - SCTV2                     | | |
| 2013                         | Tôi dám hát                                      | Khách mời                                                | YanTV - SCTV2                     | | |
| 2014                         | Yan chat                                         | Khách mời                                                | YanTV - SCTV2                     | Võ Ngọc Trai, Gil Lê (MC), Phạm Quỳnh Anh | |
| 2014                         | Tôi tỏa sáng                                     | Ca sĩ chính                                              | VTV9                              | Miu Lê | |
| 2014                         | Ơn giời cậu đây rồi!                             | Người chơi                                               | VTV3                              | Trấn Thành, Hoài Linh (trưởng phòng), Puka (phó phòng), Đình Hiếu, Mai Thu Huyền, Diệp Lâm Anh | |
| 2014                         | Gương mặt thân quen (mùa 2)                      | Ca sĩ khách mời (hóa thân thành Hồ Ngọc Hà               | VTV3                              | | |
| 2014                         | Ghế đỏ                                           | Khách mời                                                | Yantv - SCTV2                     | Thùy Minh (MC) | |
| 2015                         | Radio 88.8                                       | Khách mời                                                | Yantv - SCTV2                     | Yumi Dương, Will (MC) | Tập 35 & 49                                                                                          |
| 2015                         | Ca sĩ giấu mặt                                   | Khách mời                                                | THVL1                             | Trường Giang | |
| 2015                         | Bí mật đêm chủ nhật                              | Khách mời                                                | HTV7                              | | |
| 2015                         | Bữa trưa vui vẻ                                  | Ca sĩ khách mời                                          | VTV6                              | | |
| 2015                         | Tuyệt đỉnh giác quan                             | MC                                                       | THVL1                             | | |
| 2015                         | Ngôi sao Phương Nam                              | MC                                                       | THVL1                             | Yến Trang (vòng chung kết 1) & Liêu Hà Trinh (vòng chung kết xếp hạng) | |
| 2015                         | Người hùng tí hon                                | MC                                                       | THVL1, HTV7                       | Cẩm Ly, Thanh Bạch, John Huy Trần (giám khảo) | mùa 1                                                                                                |
| 2015                         | Thách thức danh hài                              | MC                                                       | HTV7                              | Việt Hương & Trấn Thành (giám khảo) | Có nickname "Anh bàn thờ" vì vị trí ghế ngồi của anh được đặt ở vị trí cao.                          |
| 2016                         | Thách thức danh hài                              | MC                                                       | HTV7                              | Trường Giang & Trấn Thành (giám khảo) | Có nickname "Anh bàn thờ" vì vị trí ghế ngồi của anh được đặt ở vị trí cao.                          |
| 2016                         | Ai tỏa sáng                                      | MC                                                       | VTV9                              | Đức Huy & Phương Uyên (giám khảo) | |
| 2016                         | Lớp học vui nhộn                                 | Khách mời                                                | Yeah1TV - VTVCab17                | Cát Phượng, Đại Nhân, Tronie Ngô, Kelvin Khánh, Khởi My, Thanh Duy Idol (THÀNH VIÊN CHÍNH) | Tập 108 & 115                                                                                        |
| 2016                         | Fun N' Deep Show                                 | Khách mời                                                | Yeah1TV - VTVCab17                | Minh Xù (Quốc Minh) (MC) | |
| 2016                         | Đừng để tiền rơi                                 | Người chơi                                               | VTV3                              | Quang Chí | Tập 5                                                                                                |
| 2016                         | Giọng hát Việt nhí mùa 4                         | MC                                                       | VTV3                              | Noo Phước Thịnh, Đông Nhi, Ông Cao Thắng, Vũ Cát Tường (giám khảo) | |
| 2016                         | Người nghệ sĩ đa tài                             | MC                                                       | THVL1                             | Việt Hương, Thanh Bạch (giám khảo) | |
| 2016                         | Giọng ải giọng ai                                | Khách mời                                                | HTV7                              | Suni Hạ Linh | |
| 2016                         | Hòa âm ánh sáng                                  | Thí sinh                                                 | VTV3                              | Phúc Thiện, Summer Huỳnh, Lâm Vinh Hải | |
| 2016                         | Song đấu                                         | Người chơi đặc biệt                                      | VTV3                              | Đại Nghĩa (MC), Việt Hương, Trấn Thành (quân sư), Thiên Vương, Hương Giang Idol, Lý Nhã Kỳ | |
| 2016                         | Ai cũng bật cười                                 | Khách mời (tập 2, 3) & MC                                | HTV2 - Vie Channel                | Hari Won (MC), Lê Khánh, Phi Nga, Mạc Văn Khoa, Phan Phúc Thắng ("Phim cười" ở tập 2), Đại Nghĩa, Minh Nhí, Hải Triều, Hoàng Vân Anh ("Gương cười" ở tập 3) | |
| 2016                         | Ơn giời cậu đây rồi!                             | Phó phòng                                                | VTV3                              | Tập 7 (trưởng phòng: Trấn Thành, khách mời: Hòa Minzy), tập 12 (trưởng phòng: Trấn Thành, khách mời: Nam Em) | |
| 2017                         | Biệt tài tí hon                                  | MC                                                       | VTV3                              | Trấn Thành, Mỹ Linh (bình luận viên) | |
| 2017                         | 100 triệu 1 phút                                 | MC                                                       | VTV3                              | | |
| 2017                         | Nhạc hội song ca                                 | MC                                                       | HTV7                              | Lan Phương, Phạm Mỹ Linh, Linh Sunny | |
| 2017                         | Ca sĩ bí ẩn                                      | Thành viên ban bình luận                                 | HTV7                              | Cát Tường, Diệu Nhi | |
| 2017                         | Sàn đấu ca từ                                    | MC                                                       | HTV7                              | Võ Hạ Trâm | |
| 2017                         | Giọng ải giọng ai                                | Khách mời                                                | HTV7                              | Khổng Tú Quỳnh | |
| 2017                         | Mặt nạ ngôi sao                                  | Bình luận viên khách mời                                 | HTV7                              | Tóc Tiên, Trường giang, Thu Trang (bình luận viên chính), Hoàng Rapper (MC) | |
| 2017                         | Việt Nam tươi đẹp                                | Khách mời                                                | HTV9                              | Khổng Tú Quỳnh | Tập 15, 47, 48, 49                                                                                   |
| 2017                         | Chat cùng sao                                    | Khách mời                                                | Yan News                          | Quốc Bảo (MC), Khổng Tú Quỳnh | |
| 2017                         | Ai cũng bật cười                                 | Khách mời (tập 39)                                       | HTV2 - Vie Channel                | Dương Cẩm Lynh, Lê Dương Bảo Lâm (thành viên cùng đội "Lung linh lồng lộn lấp la lấp lánh"), Chí Thiện (MC), Anh Đức, Sĩ Thanh, Hứa Minh Đạt (những thành viên của đội "Lên là lên là lên") | |
| 2017                         | Gương mặt thân quen (mùa 5)                      | Ca sĩ khách mời                                          | VTV3                              | | |
| 2018                         | Biệt tài tí hon                                  | Bình luận viên                                           | VTV3                              | Sam (MC), Trấn Thành | |
| 2018                         | Chuyện tối nay với Thành                         | Khách mời                                                | BRT                               | Trấn Thành (MC) | |
| 2018                         | Mãi mãi thanh xuân                               | Khách mời                                                | HTV7                              | | |
| 2018                         | Sàn đấu ca từ                                    | MC                                                       | HTV7                              | | |
| 2018                         | Nhạc hội song ca                                 | MC                                                       | HTV7                              | Ốc Thanh Vân | |
| 2018                         | Cao thủ đấu nhạc                                 | MC                                                       | HTV7                              | | |
| 2018                         | Giọng ca bất bại                                 | MC                                                       | HTV7                              | Đàm Vĩnh Hưng, Mỹ Tâm, Nguyễn Quang Dũng (giám khảo) | |
| 2018                         | Khúc hát se duyên                                | MC                                                       | HTV7                              | Thúy Vân | |
| 2018                         | Ẩm thực kỳ duyên                                 | MC                                                       | HTV7                              | Diệu Nhi | |
| 2018                         | Liên Hoan Tiếng Hát Hoa Phượng Đỏ toàn quốc 2018 | MC                                                       | VTV1, VTV6                        | Huy Tuấn, Trấn Thành, Trường Giang (giám khảo) | |
| 2019                         | Sàn đấu ca từ                                    | MC                                                       | HTV7                              | Sam | |
| 2019                         | Phản ứng bất ngờ                                 | MC                                                       | HTV7                              | Sam | |
| 2019                         | Running Man Vietnam (Mùa 1)                      | Thành viên chính                                         | HTV7                              | Trấn Thành, Lan Ngọc, Trương Thế Vinh, BB Trần, Jun Phạm, Liên Bỉnh Phát | Được các thành viên khác gọi là "Thỏ Đen" vì hay thất bại trong các nhiệm vụ do chương trình đưa ra. |
| 2019                         | Giọng ải giọng ai                                | Khách mời                                                | HTV7                              | | |
| 2019                         | Việt Nam tươi đẹp                                | Khách mời                                                | HTV9                              | Hoàng Yến Chibi | Tập 111 & 112 (mùa 2)                                                                                |
| 2019                         | Việt Nam tươi đẹp                                | Khách mời                                                | HTV9                              | Khả Như, Huỳnh Lập, Quang Trung | Tập 1 - 10 (chủ đề "Miền Tây du hí") (có phần hậu trường tên là "Cười chút chơi")                    |
| 2019                         | Cà phê trưa                                      | Khách mời                                                | Yan News                          | Châu Đăng Khoa (MC), Jun Phạm | |
| 2019                         | Gương mặt thân quen (mùa 7)                      | Ca sĩ khách mời                                          | VTV3                              | | |
| 2019                         | Tối chủ nhật vui vẻ                              | Khách mời                                                | VTV3                              | Việt Hương (MC) | |
| 2019                         | Bữa trưa vui vẻ                                  | Ca sĩ khách mời                                          | VTV6                              | | |
| 2019                         | Thách thức danh hài                              | MC                                                       | HTV7                              | Trường Giang & Trấn Thành (giám khảo) | Có nickname "Anh bàn thờ" vì vị trí ghế ngồi của anh được đặt ở vị trí cao.                          |
| 2020                         | Sàn đấu ca từ                                    | MC                                                       | HTV7                              | Sam | |
| 2020                         | Gia đình thông thái                              | MC                                                       | HTV7                              | Sam | |
| 2020                         | Bộ ba siêu đẳng                                  | MC                                                       | VTV3                              | | |
| 2020                         | Sao thẳng thắn                                   | Khách mời                                                | Yan News                          | | |
| 2020                         | Hết hơi hát hit                                  | Khách mời                                                | VLIVE.TV                          | MisThy, Di Di (MC) | |
| 2020                         | Nhanh như chớp nhí (Mùa 3)                       | Đội trưởng                                               | HTV2 - Vie Chanel                 | Trấn Thành (MC), Cris Phan (đội trưởng của đội khác) | Tập 24                                                                                               |
| 2020                         | Siêu tài năng nhí                                | Giám khảo khách mời                                      | HTV7                              | Hari Won, Trấn Thành (giám khảo chính), Gil Lê (MC) | |
| 2021                         | Cơ hội đổi đời                                   | Người chơi                                               | HTV7                              | Chí Tài, Quế Ngọc Hải | |
| 2021                         | Running Man Vietnam (Mùa 2)                      | Thành viên chính                                         | HTV7                              | Ninh Dương Lan Ngọc, Trương Thế Vinh, Jun Phạm, Liên Bỉnh Phát, Karik, Trường Giang, Jack, Thúy Ngân | Đương kim vô địch Running Man Vietnam (mùa 2)                                                        |
| 2021                         | Sàn đấu vũ đạo                                   | MC                                                       | HTV7                              | Tuyền Tăng (MC), Noo Phước Thịnh, John Huy Trần (giám khảo chính) | |
| 2021                         | Chọn đâu cho đúng (Mùa 2)                        | MC                                                       | VTV3                              | | Tập 1 - 26                                                                                           |
| 2021                         | 5 giây thành triệu phú                           | MC                                                       | HTV7                              | | |
| 2021                         | Siêu thử thách                                   | Giám khảo khách mời                                      | HTV2 - Vie Channel                | Dương Anh Vũ, Xuân Bắc (Giám khảo chính) | Tập 5 & 8                                                                                            |
| 2022                         | 2 Ngày 1 Đêm (mùa 1)                             | Thành viên chính                                         | HTV7                              | Lê Dương Bảo Lâm, Trường Giang, Hieuthuhai, Kiều Minh Tuấn, Cris Phan | |
| 2022                         | Ca sĩ mặt nạ (mùa 1)                             | MC                                                       | HTV2 - Vie Channel                | Trấn Thành (Cố vấn chính), Tóc Tiên (Cố vấn chính), Wowy (Cố vấn chính từ 9 tập đầu), Đức Phúc (Cố vấn chính từ tập 10 trở đi) | |
| 2022                         | Nhanh như chớp nhí (mùa 4)                       | Đội trưởng                                               | HTV2 - Vie Channel                | Hoà Minzy (MC), Jun Phạm (Đội trưởng của đội khác) | Tập 1                                                                                                |
| 2022                         | Ký ức vui vẻ (mùa 4)                             | Đội trưởng (thập niên 2000)                              | VTV3                              | | Tập 5 - 8                                                                                            |
| 2023                         | La cà hát ca                                     | Thành viên chính                                         | HTV7                              | Jun Phạm, Myra Trần, Trung Quân Idol, Blacka | |
| 2023                         | Nhanh như chớp nhí (mùa 4)                       | Đội trưởng                                               | HTV2 - Vie Channel                | Hoà Minzy (MC), Thúy Ngân (Đội trưởng của đội khác) | Tập 14                                                                                               |
| 2023                         | Ca sĩ mặt nạ (mùa 2)                             | MC                                                       | HTV2 - Vie Channel                | Trấn Thành (Cố vấn chính), Tóc Tiên (Cố vấn chính), Bích Phương (Cố vấn chính) | |
| 2023                         | 2 ngày 1 đêm (mùa 2)                             | Thành viên chính                                         | HTV7                              | Lê Dương Bảo Lâm, Trường Giang, Hieuthuhai, Kiều Minh Tuấn, Cris Phan | |
| 2024                         | 7 nụ cười xuân                                   | Khách mời                                                | HTV7                              | Ninh Dương Lan Ngọc, Thúy Ngân, Trương Thế Vinh, Lâm Vỹ Dạ, Tiến Luật, Lê Dương Bảo Lâm, HIEUTHUHAI, Trường Giang (MC) | Tập 1-2                                                                                              |
| 2024                         | Sóng 24                                          | MC-Ca sĩ-Diễn viên                                       | HTV2 - Vie Channel                | Trấn Thành, Anh Tú, HIEUTHUHAI (MC)-thể hiện ca khúc Anh trai "say hi" với Hoàng Hải, Anh Tú, Erik, Quân A.P, Vương Anh Tú, Rhyder, OgeNus, Hurrykng, Negav, Captain, Gin Tuấn Kiệt, Quang Hùng MasterD. Dương Edward, Đỗ Phú Quí (Ca sĩ)-đóng vai con trai ông táo lớn Lò Văn Bếp (Diễn viên) | |
| 2024                         | 2 ngày 1 đêm (mùa 3)                             | Thành viên chính                                         | HTV7                              | Lê Dương Bảo Lâm, Trường Giang, Hieuthuhai, Kiều Minh Tuấn, Cris Phan | |
| 2024                         | Sáng nay ăn gì?                                  | Khách mời                                                | HTV7                              | Lê Dương Bảo Lâm (MC), Uyển Ân | Tập 8                                                                                                |
| 2025                         | Đấu trường gia tốc - Run For Time Vietnam        | Thành viên chính                                         | HTV7                              | Cris Phan, WEAN, HURRYKNG, Rhyder, Kaity Nguyễn, Phương Anh Đào, Quân Lee, Dương Domic, Hưng Nguyễn | |
| 2025                         | 2 ngày 1 đêm (mùa 4)                             | Thành viên chính                                         | HTV7                              | Lê Dương Bảo Lâm, Trường Giang, Hieuthuhai, Kiều Minh Tuấn, Cris Phan | |
| 2025                         | Chiến sĩ quả cảm                                 | Thành viên chính                                         | VTV3                              | Lê Dương Bảo Lâm, Kiều Minh Tuấn, Tiến Luật, Thành Trung, Quốc Thiên, Phan Mạnh Quỳnh, Neko Lê, Liên Bỉnh Phát, Song Luân, Long Hạt Nhài , MONO | |
| 2025                         | Anh trai "say hi" (mùa 2)                        | Người chơi                                               | HTV2 - Vie Channel                | Trấn Thành và 29 nghệ sĩ nam | |

## Thành tích

### Giải thưởng
| Giải thưởng                 | Năm  | Hạng mục                             | Tác phẩm đề cử        | Kết quả   | Tham khảo   |
| --------------------------- | ---- | ------------------------------------ | --------------------- | --------- | ----------- |
| Làn Sóng Xanh               | 2010 | Nam ca sĩ triển vọng                 | —                     | Đề cử     | [ 7 ]       |
| Giải Mai Vàng               | 2011 | Nam ca sĩ nhạc nhẹ                   | Cho vơi nhẹ lòng      | Đề cử     | [ 8 ] [ 9 ] |
| Giải Mai Vàng               | 2016 | Nam diễn viên điện ảnh - truyền hình | Tía tui là cao thủ    | Đề cử     | [ 10 ]      |
| Giải Mai Vàng               | 2016 | Nam ca sĩ nhạc nhẹ                   | Mình yêu từ bao giờ   | Đề cử     | [ 10 ]      |
| Giải Mai Vàng               | 2016 | Người dẫn chương trình               | Thách thức danh hài   | Đề cử     | [ 10 ]      |
| Giải Mai Vàng               | 2016 | Top 10 nghệ sĩ của năm               | —                     | Đoạt giải | [ 11 ]      |
| Giải Mai Vàng               | 2017 | Nam diễn viên điện ảnh - truyền hình | Cô gái đến từ hôm qua | Đoạt giải | [ 12 ]      |
| Giải Mai Vàng               | 2017 | Top 10 nghệ sĩ của năm               | —                     | Đoạt giải | [ 12 ]      |
| Giải Mai Vàng               | 2017 | Người dẫn chương trình truyền hình   | Thách thức danh hài   | Đề cử     | [ 13 ]      |
| Giải Mai Vàng               | 2018 | Người dẫn chương trình               | Thách thức danh hài   | Đoạt giải |             |
| Giải Mai Vàng               | 2018 | Top 10 nghệ sĩ của năm               | —                     | Đoạt giải |             |
| Giải Mai Vàng               | 2019 | Người dẫn chương trình               | Sàn đấu ca từ         | Đề cử     |             |
| Giải Mai Vàng               | 2019 | MV ca nhạc                           | ''Truyền thái y''     | Đoạt giải |             |
| Giải Mai Vàng               | 2020 | Người dẫn chương trình               | Sàn đấu ca từ         | Đoạt giải |             |
| Giải Mai Vàng               | 2021 | Nam diễn viên điện ảnh - truyền hình | Em là của em          | Đoạt giải |             |
| Giải Mai Vàng               | 2021 | Người dẫn chương trình               | 100 triệu 1 phút      | Đoạt giải |             |
| Giải Mai Vàng               | 2022 | Người dẫn chương trình               | Ca sĩ mặt nạ          | Đoạt giải |             |
| Cánh Diều Vàng              | 2013 | Nam diễn viên phụ xuất sắc nhất      | Thần tượng            | Đoạt giải |             |
| Giải thưởng truyền hình HTV | 2016 | Người dẫn chương trình               | —                     | Đề cử     |             |
| Giải thưởng truyền hình HTV | 2016 | Nghệ sĩ triển vọng                   | —                     | Đoạt giải |             |
| V Live Awards               | 2017 | Người dẫn chương trình xuất sắc      | Oh My Sign            | Đoạt giải |             |
| V Live Awards               | 2019 | Màn comeback xuất sắc của năm        | Truyền thái y         | Đoạt giải |             |
| Ấn tượng VTV                | 2018 | Người dẫn chương trình Ấn tượng      | —                     | Đoạt giải |             |
| Ấn tượng VTV                | 2019 | Người dẫn chương trình Ấn tượng      | —                     | Đề cử     |             |
| Làn Sóng Xanh               | 2019 | Ca sĩ đột phá                        | Truyền thái y         | Đề cử     |             |
| Làn Sóng Xanh               | 2019 | Bài hát hiện tượng                   | Truyền thái y         | Đề cử     |             |

### Chương trình truyền hình / Cuộc thi âm nhạc
- Giải Khuyến khích Gương mặt điện ảnh-truyền hình 2006
- Giải Nhất Vươn tới ngôi sao 2008
- Chiến thắng Album Vàng tháng 1/2010
- Á quân Bước nhảy hoàn vũ 2013

## Gia đình
Ông bà ngoại ở Cần Thơ và có mẹ là bà Nguyễn Thị Ánh (người từng xuất hiện trong MV "Chờ em trong mỏi mòn" của con trai)